# Holographic Human Element
Holographic Human Element, instrumentalni glazbeni sastav iz Travnika.

## Povijest
Osnovan je 2011. godine. Sastav čine Tihana Martinović (klavijature), Adnan Đonlić (gitare) i Ajdin Škulj (bubnjevi). Sviraju eksperimentalnu glazbu i modernu klasiku. Glazbu ima prožimaju elementi new agea i progresivnog post-rocka. Od osnivanja su svirali u domovini i diljem Europe. Prvi su album objavili koncem 2017. godine. Nosi naslov Philophobia. Objavila ga je diskografska kuća Spona. Snimali su ga u Travniku u studiju Alter Art. Snimanje, miks, mastering i produkciju potpisuju članovi benda. Članovi sastava autori su glazbe, tekstova i aranžmana svi skladbi, dok je za skladbu Kad rasteš glazbu i tekst napisao "Puls Asfalta", a aranžirao ju HHE.

## Nagrade
Osvojili su nagrade na nekoliko festivala. Pobijedili su na Zaječarskoj gitarijadi.